# Parigi-Camembert 1959
La Parigi-Camembert 1959, ventesima edizione della corsa e valida come evento del circuito UCI categoria CB1.1, si svolse il 31 marzo 1959. Fu vinta dal francese Nicolas Barone.

## Ordine d'arrivo (Top 10)
| Pos. | Corridore          | Squadra                | Tempo |
| ---- | ------------------ | ---------------------- | ----- |
| 1    | Nicolas Barone     | St.Raphaël             |       |
| 2    | Orphee Meneghini   | Helyett-Finsec         |       |
| 3    | Jean Bourlès       | Urago                  |       |
| 4    | Gérard Saint       | Rapha-Geminiani-Dunlop |       |
| 5    | Marcel Carfentan   | Urago                  |       |
| 6    | François Mahé      | St.Raphaël             |       |
| 7    | Maurice Moucheraud | UCPF                   |       |
| 8    | Claude Leclercq    | Helyett-Finsec         |       |
| 9    | Raymond Mastrotto  | Rapha-Geminiani-Dunlop |       |
| 10   | Eugene Tamburlini  | Bertin                 |       |